# Palácio dos Capitães-Generais (Ilha de Moçambique)
O Palácio dos Capitães-Generais também denominado como Palácio de São Paulo, localiza-se na ilha de Moçambique, em Moçambique.

## História
Foi erguido em 1610 com a função de Colégio da Companhia de Jesus naquele porto, no local de uma primitiva capela construída pelos portugueses junto à Torre de São Gabriel em 1507, ano em que ocuparam a ilha, e que havia sido recentemente destruída no ataque neerlandês de 1608.
O imóvel foi consumido por um incêndio em 1670, vindo a ser reconstruído quatro anos mais tarde.
No contexto das reformas pombalinas, diante da expulsão dos jesuítas do reino de Portugal e seus domínios, em 1759 o imóvel foi adaptado à função de palácio, para servir como residência do Governador e Capitão-General do Estado de Moçambique, função que conservou até 1898, quando a capital da colónia passou para a cidade de Lourenço Marques.
A partir dessa altura, o Palácio de São Paulo passou a ser ocupado pelo Governador do Distrito de Moçambique até 1935, quando a capital do distrito foi mudada para Nampula. Manteve-se desocupado até 1956, ano em que passou a servir como residência para o presidente da República Portuguesa e seus ministros, quando em visita à colónia.
Em 1969, o edifício foi remodelado, por ocasião da inauguração da ponte que liga a ilha ao continente.
Em 1975, nele pernoitou Samora Machel, durante a sua histórica viagem do Rovuma ao Maputo e, como um dos seus guarda-costas tivesse destruído uma valiosa poltrona de palhinha, o futuro primeiro presidente de Moçambique decretou que o Palácio fosse transformado em museu, a fim de preservar o seu rico património.

## Características

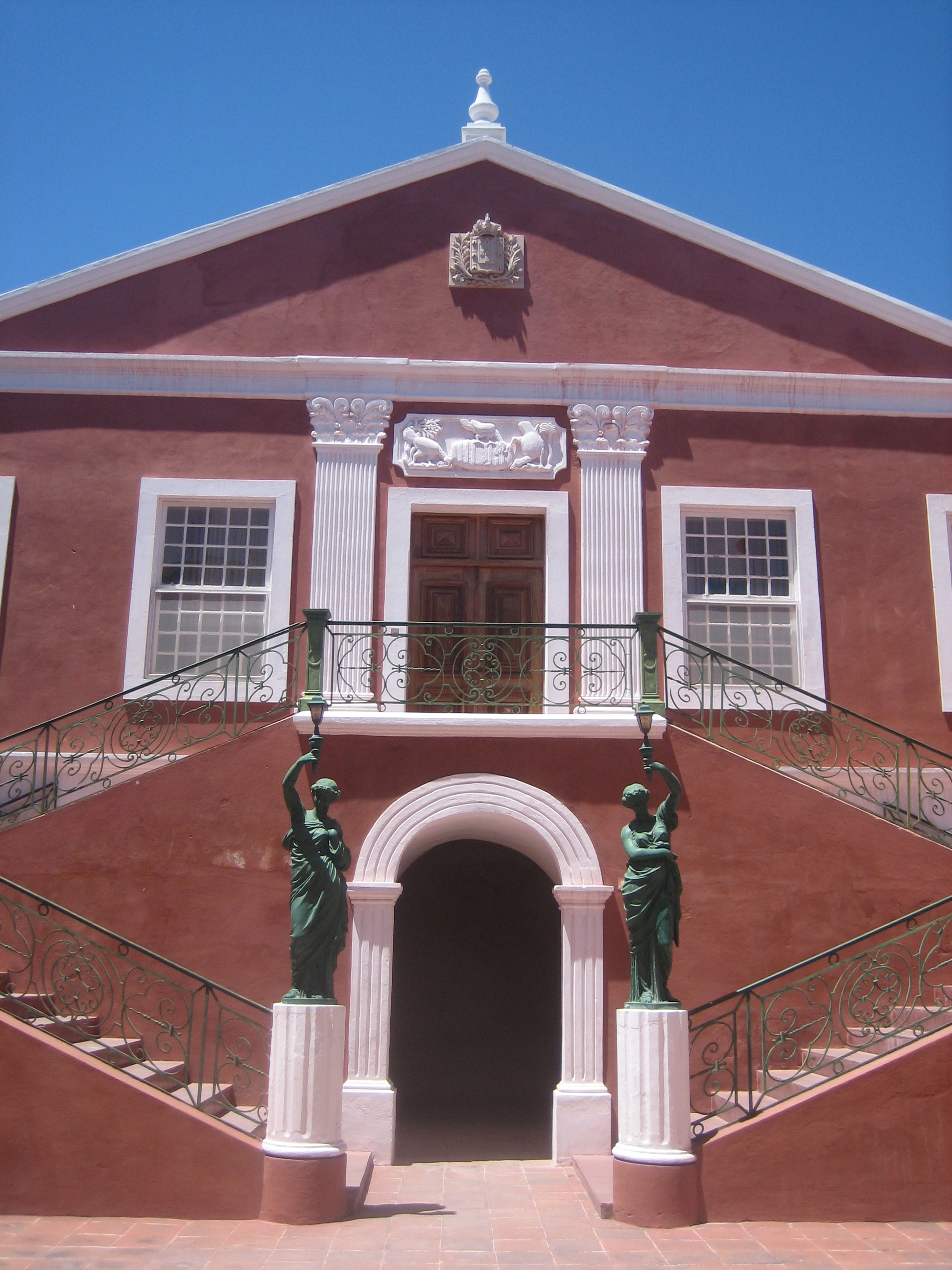
Pátio interior do palácio.

O palácio abriga dois museus: no pavimento térreo encontra-se instalado o Museu da Marinha; no pavimento superior, o Museu-Palácio de São Paulo, com uma coleção de artes decorativas, onde se destaca uma das maiores colecções do mundo de mobiliário indo-português.
Anexa ao palácio encontra-se a Igreja de São Paulo, em estilo barroco que, embora de pequenas dimensões, destaca-se por seu rico retábulo em talha dourada e seu púlpito em madeira policromada, ambos executados no Estado Português da Índia no século XVII
Ao lado, existe a Igreja da Misericórdia, que funciona como Museu de Arte Sacra.